# کارل والد

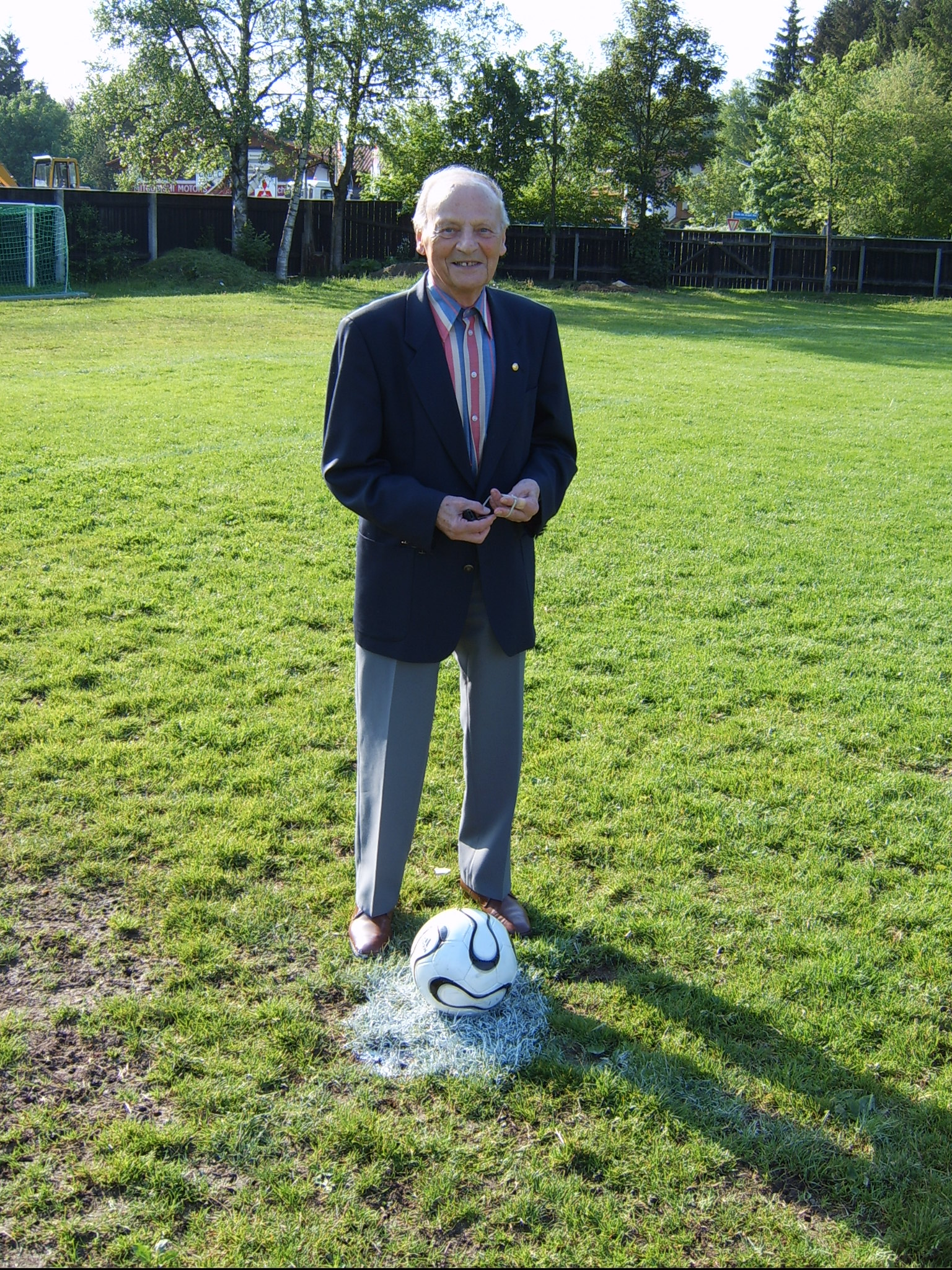
کارل والد، ۲۰۰۶

کارل والد (به انگلیسی: Karl Wald زاده ۱۷ فوریه ۱۹۱۶ در فرانکفورت مرگ ۲۶ ژوئیه۲۰۱۱ در پنزبرگ) یک داور بازی فوتبال اهل آلمان بود. او ازدواج کرده و صاحب دو دختر بود.
کارل والد نخستین کسی بود که ایدهٔ انجام ضربات پنالتی در فوتبال را جهت تعیین تیم حذف شده یا صعود کننده پیشنهاد داد.
والد به دنبال روشی فوتبالی و عادلانه بود که تکلیف تیم صعودکننده را در بازی مشخص کند. تا قبل از پیدایش ضربات پنالتی هنگامی که بازی در وقت قانونی مساوی می‌شد، برای تعیین تیم برنده یا بازنده معمولاً یا بازی ۴۸ ساعت بعد تکرار می‌شد یا با استفاده از سکه، اقدام به شیر یا خط می‌کردند و تکلیف تیم برنده مشخص می‌شد. به عنوان مثال تیم ملی ایتالیا با شیر یا خط تیم ملی شوروی را در نیمه نهایی جام ملت‌های اروپا ۱۹۶۸ حذف کرد و نهایتاً در فینال قهرمان شد یا بایرن مونیخ نخستین قهرمانی لیگ قهرمانان اروپا خود را در یک مسابقهٔ تکراری به دست آورد، چرا که بازی فینال دو تیم ۱_۱ تمام شد و در بازی تکراری بایرن با غلبهٔ ۴_۰ بر آتلتیکو مادرید جام قهرمانی را تصاحب کرد.
ابتدا مقامات محلی به ایدهٔ کارل والد توجه چندانی نکردند اما او ممارست ورزید و نهایتاً پیشنهاد وی در فدراسیون فوتبال آلمان و فیفا مورد پسند واقع شده و این شیوه تا به امروز نیز رایج است؛ به گونه ای که حتی در مواقعی قهرمان جام جهانی هم با این ضربات مشخص شده‌است.
نکتهٔ جالب در مورد والد این است که اولین تیم تاریخ که با استفاده از ایدهٔ وی یعنی ضربات پنالتی حذف شد، تیم ملی کشور خودش یعنی آلمان بود که در فینال یورو ۱۹۷۶ با استفاده از ضربات پنالتی به چکسلواکی باخت.